# 농업 정책
농업 정책(農業政策)은 농업부문 내에서 개개의 농업경영만으로 수행할 수 없는 역할이나 또는 충족시킬 수 없는 요구에 대하여 국가 또는 중앙·지방정부가 이에 응하여 시행하는 시책이다.
농업 정책은 크게 둘로 분류될 수 있다. 첫째는 농업의 생산성을 향상하고 그 종사자의 생활을 향상시키는 데에 있어서 국가 또는 지방관서가 수행하는 역할에 관한 것이며 농업은 상공업의 각 기업과는 달리 한국뿐만 아니라 세계 전반에 걸쳐서 영세한 가족경영으로 성립되어 있기 때문에 많은 정부 시책을 필요로 하는 것이다. 대기업에서 소유할 수 있는 조사부나 연구소는 영세한 가족경영에서는 전혀 같을 수가 없다. 따라서 농업의 경우 국립 또는 기타의 연구소를 설립하여 그 성과를 국가 책임하에 농가에 보급한다던가 또는 국가가 농가를 대신하여 시장조사를 실시하여 그 성과를 농가에 전달하는 등이 필요하게 된다. 또한 상공업이 도시에 집중하고 있는 반면에 농업은 광범위한 면적에 걸쳐서 산재하고 있기 때문에 도로의 건설 등이 막대한 부담이 되며 이것을 공공사업비에 의해서 부담하는 것도 넓은 뜻의 농업정책의 일환이 된다. 농업은 또한 작물재배를 주로 하는 것이기 때문에 기후에 영향을 받기 쉬우므로 풍작, 흉작을 되풀이하게 된다. 풍작시에는 수확물을 저장하고 흉작시에는 대비하는 비축창(備蓄倉 : ever normal granary), 작업보험 등은 많건 적건 국가의 원조하에 운영되고 있다. 둘째로 국민경제 및 사회에 있어서 농업 및 농촌이 충분히 그 역할을 수행하게 하기 위하여 국가 및 정부가 실시하여야 할 시책이 있다. 인류생활상 식량은 기본적인 것이기 때문에 예부터 농업에는 특수한 가치가 부여되어 왔다. 전쟁·천재(天災) 기타 사태에 직면하여 국민이 아사하는 일이 없도록 식량을 어느정도 자급자족하지 않으면 안될 것으로 생각되어 외국으로부터 훨씬 값싸게 식량을 수입할 수 있는 경우에도 식량자급도의 향상은 계속 농업정책상의 주요 목표의 하나가 되어 왔다. 이러한 관념은 석유 등의 물자가 국민경제운영상 식량과 같은 정도로 중요하게 된 오늘에도 변함이 없다. 뿐만 아니라 자연을 상대로 하는 농촌생활, 가족농업에 특정한 문화적 가치를 부여하여 농촌 및 농업을 유지하고자 하는 견해가 있다. 농본주의, 토머스 제퍼슨에게서 시작된 가족농업주의가 이것이다. 이 경우에 농업정책이란 농업 및 농촌을 유지하기 위한 정책이다. 기타 농업 및 농촌을 군인의 인적자원이나 노동력 자원 등의 공급원으로서 그 유지를 위한 정책이 시행되고 있는 경우가 많다. 전자의 내용은 그 국민경제 및 사회에 있어서의 농업 및 농촌의 지위와 더불어 변화하여 간다는 것은 말할 필요조차 없다. 농업정책사(農業政策史)라고 부를 수 있는 것이 여기에 존재한다. 농업정책사는 ‘종획(綜劃)운동’에서 기원을 찾을 수 있는데 이것은 18세기 후반으로부터 19세기 전후에 걸쳐 볼 수 있는 현상으로 한마디로 표현하면 중세기적 농촌공동체를 해체하고 토지를 재분하여 당시의 진보된 농업기술을 이용한 개량농업의 완전 실현을 도모하고자 하는 것이었다. 또한 영주와 영민의 관계의 변혁이며 그리고 재산상의 권리규정과 확인의 과정이기도 하였다. 여기서 주목을 끄는 것은 영국에서는 이러한 것이 지주측에 유리하게 수행되어 차지농(借地農, farmer)이 발생한 데 대하여 유럽 대륙에서는 소농이 지배적으로 되었다는 사실이다. 그 다음 시기는 정부가 토지농업으로부터 세금을 받아들이는데 전념한 시대이며 상세한 과세지측량도(課稅地測量圖, Cadastral survey)를 완성시켰다. 또 그 다음 시기에는 사유지에 있어서의 지주·소작관계의 개선이 농업정책의 주요 부분을 형성하였다. 실로 자급적 색채가 강력하였던 당시의 소농경제에 있어서는 농민의 안정을 도모하고 또한 농민의 증산의욕을 일깨우는 최선의 방법은 소작관계의 개선을 통하여 농민의 분배분(分配分)을 확보하는 일이었다. 상술한 과정은 미국 신대륙에는 적용되지 않는다. 이것은 신대륙에는 중세기가 없었고 이미 프론티어가 존재하여 지주제도가 발달한 여지가 없었기 때문이다. 신대륙에 있어서의 초기의 정책은 가산법(家産法, homestead act) 등의 이민촉진에 관한 것이었다. 최근에 이르러 농산물의 상품화가 진척되고 농업정책의 주요과제는 생산물의 유리한 가격이나 판매로 이행되어 상인을 제약하기 위한 농업협동조합(農業協同組合)운동의 추진, 양곡거래법(糧穀去來法) 등의 정비가 되고 나아가서 농업교육이라든가 농업시험연구(農業試驗硏究)가 농업정책의 중심으로 되어간다. 또한 1930년대의 세계적인 농업공황을 계기로 하여 각국 정부는 대폭적으로 농산물시장통제에 착수함과 동시에 해외와의 경쟁에 승리하고자 관개·배수계획의 수행 등 토지조건의 정비까지 착수하게 되었다. 이것은 농업이 자유기업인 산업으로부터 정부에 의존하는 산업(dependent industry)으로 전환되었다는 사실을 말해 준다. 그동안 우리 농업은 정부의 가격 통제하에 해외로부터의 경쟁에서 격리되어 왔다. 또한 농업구조 개선사업을 추진하여 토지조건의 정비와 소비증가 경향이 있는 축산·원예 등 농업생산구조의 변경이나 농작법의 개량을 시행하고 농가소득을 올리기 위해 특수농작물단지의 설정 등 농업정책을 시행하고 있으나, 아직도 농업에서 영세성을 면치 못하고 있다. 그럼에도 불구하고 1993년 말 UR 협상타결에 이어 1995년 WTO체제 돌입함으로써 대한민국은 농산물 수입개방에 대처하여 한국농업을 최대한 보호하고 농가소득을 올리기 위한 농업구조개선사업이 시급한 당면 과제가 되고 있다.

## 참조
- 이 문서에는 다음커뮤니케이션(현 카카오)에서 GFDL 또는 CC-SA 라이선스로 배포한 글로벌 세계대백과사전의 내용을 기초로 작성된 글이 포함되어 있습니다.

## 같이 보기
- 공통농업정책